# 李佑才
李佑才（1951年11月—），湖北监利人。中华人民共和国政治人物。
1995年2月至1999年11月，任066基地党委书记，中国三江航天集团党委书记。2003年，任宜昌市委副书记、市长。2003年5月至2004年2月，任宜昌市委书记。2008年1月，当选湖北省政协十届委员会副主席。